# Horváth Sándor (erdészmérnök)
Horváth Sándor (Kolozsvár, 1850. – Budapest, 1922. május 26.) főerdőtanácsos, erdőmérnök, naptárszerkesztő, erdészeti szakíró, földművelésügyi államtitkár.

## Élete
Horváth István és Szőts Eszter fiaként született. Tanult Nagyenyeden és Selmecbányán; az erdőmérnöki szakot mint ösztöndíjas végezte 1874-ben és azonnal kinevezték a máramarosszigeti erdőigazgatóság kerületébe I. osztályú gyakornoknak. 1876-ban oklevelet nyert és behívták központi erdőgyakornoki minőségben a pénzügyminisztérium erdészeti osztályába. 1877-ben Szászországba küldötték az erdőrendezés tanulmányozása végett. 1880-ban a földmívelésügyi minisztériumban erdőmérnökké, 1881-ben királyi erdőfelügyelővé nevezték ki. 1885-től kezdve önállóan vezette az erdőrendezőségi osztálynak egy részét, 1889 elején pedig az állami kezelésbe vett községi erdők ügyeit intéző új osztály vezetésével bizatott meg. Ezt a működési kört töltette 1891-től is már erdőigazgatói minőségben. 1881-ben az Országos Erdészeti Egyesület megválasztotta titkárának. Az 1890. évi bécsi gazdasági és erdészeti kiállítás magyar erdészeti csoportjának rendezésével ő bizatott meg és munkásságának elismeréséül a Ferenc József-rend lovagkeresztjével tüntették ki. Felesége Martiny Irma volt.
Cikkeket írt az Erdészeti Lakokba, mely lapnak főmunkatársa volt.
Szerkesztette az Erdészeti Zsebnaptárt 1882-től.